# Typhisopsis
Typhisopsis is een geslacht van weekdieren uit de klasse van de Gastropoda (slakken).

## Soorten
- Typhisopsis carolskoglundae Houart & Hertz, 2006
- Typhisopsis claydoni Houart, 1988
- Typhisopsis coronatus (Broderip, 1833)